# Tai chi chuan estilo Yang
O Estilo Yang (em chinês simplificado, 楊氏. Em pinyin, Yángshi.) de Tai Chi Chuan foi criado por Yang Luchan (1789-1872), a partir de modificações que fez no que aprendeu do Estilo Chen com Chen Changxing.
Essas diferenças resultaram num estilo executado com maior flexibilidade, força e movimentos suaves, lentos, amplos, interligados, de ritmo homogêneo, sem interrupção, levando o praticante ao limite de suas capacidades sem violência a si mesmo.
Este estilo ou escola de Tai Chi Chuan foi ensinado pelo mestre porém seus discípulos não propagaram seus ensinamentos, ocasionando uma distorção do estilo original. O próprio mestre, quando recrutado a ensinar para o império, não irá ensinar o verdadeiro Tai Chi Chuan, mas uma versão aguada e adaptada a qualquer pessoa.
O verdadeiro Tai Chi Chuan ensinado por Yang Luchan tem suas raízes no xamanismo chinês (Wu), nas práticas parapsíquicas do Taoismo secreto (onde repousa a arte de autodefesa do Tai Chi Chuan), nos treinamentos poderosos do Fa jin (o qual aprendeu dos Chen), das práticas de controle e distribuição da energia e da prática regrada, disciplinada e comprometida do "princípio da não luta". O princípio da não luta era o aspecto mais avançado da prática de seus ensinamentos. A não luta era a regra rígida e inflexível exigida pelo mestre aos discípulos diretos. Os seus treinamentos eram secretos e realizados numa caverna afastada da aldeia e frequentada por alunos masculinos selecionados.
A semelhança do estilo Yang original com a ioga antiga é total. Em sua obra clássica sobre o Tai Chi Chuan, Catherine Despeux enfatiza uma teoria alternativa para a origem do Tai Chi Chuan, muito antes das teorias tradicionais centradas nos mestres Chang San Feng e Chen Wangting. Nesta teoria, encontramos, ainda nos primeiros séculos após Cristo, evidências seguras de uma semelhança do estilo Yang praticado pelo mestre e daquele relatado por Song Shuming (265-589 d.C), representante da décima sétima geração de Song Yuanqiao. Nesta tese, o Tai Chi Chuan foi transmitido por Xu Xuanping, um método do Tai Chi composto por 37 movimentos executados separadamente, isento de qualquer aspecto de combate. Xu teria aprendido com Cheng Lingxi, que ensinou a Cheng Bi, o qual mudou o nome para Xiao Jiu Tian (p. 19). Na mesma obra ("Diferentes correntes e a origem do método do Tai Chi transmitido pela família Song"), diz que o método remonta a Li Daozi, cujo método se chamava Xiantian Chuan (técnica do céu anterior), transmitindo à família Yum, depois a Song Yuanquiao. E só após a técnica das 13 posturas teria sido transmitida por Zhang Sanfeng. 30 dos 37 movimentos ensinados pelo mestre Yang Luchan são exatamente os mesmos dos descritos na obra acima (p. 20).
A contar da semelhança dos movimentos ensinados pelo mestre com os ássanas praticados na Índia na ioga, e sabendo da comunicação íntima entre China e Índia no passado, ao exemplo de Da-Mo, o qual ensinou ioga e vajramushti aos monges chineses, ao observarmos a execução lenta e potente, elástica e precisa da sequência de Luchan, observamos as raízes não só no xamanismo, mas no vajramushti e na ioga indiana. O próprio princípio da não luta é a não ação taoista, a ahimsa, a não violência, ou o agir de acordo com o Tao.
O ensino secreto do Tai Chi Chuan realizado pelo mestre pode ser comparado às escolas ocultistas do Ocidente e remonta à alquimia chinesa taoista e aos estudos dos mestres Lao Tzu, Confúcio, Buda e outros. Em estudos sobre as sociedades secretas na China, a mesma autora aponta a existência da Yiguan Tao, a qual provavelmente se ligaria a este ensino secreto que incluía a ampla gama de capacidades extrassensoriais, parapsíquicas e transcendentes do ser humano hoje estudadas ainda de forma primária pela parapsicologia e outras ciências como projeciologia e conscienciologia, psicobiofísica e psicotrônica.
O objetivo do Tai Chi Chuan enquanto arte de combate era a autodefesa sem luta (não luta, não ação, não violência). Com o profundo desenvolvimento dos poderes parapsíquicos, da hipersensibilidade, da transparência, da benevolência, da amorosidade, do domínio das 5 fases respiratórias e das 4 refinações da alquimia interna, da flexibilidade, força e potência, da potencialização do corpo, articulações, ossos, tendões e músculos, da liberação contínua do Jin e suas refinações, o praticante poderia dominar então as técnicas de imobilização sem violência do agressor pela (1) paralisação energética do agressor, (2) absorção da energia de violência do agressor (desarmando-o), metabolização da energia pela amorosidade e circulação da energia (tanto a pequena como grande circulação ou instalação direta da potência vibracional) e emissão de energia estabilizada, (3) percepção extrassensorial ou parapsíquica avançada de detecção de perigos, ameaças, violência, intrusões com muita antecipação visando ao desvio pacífico, (4) instalação de campo vibracional visando a impedir sem violência a penetração de qualquer intrusão. E outras técnicas como a projeção consciente para fora do corpo visando a aprofundar a percepção e conhecimento das realidades extrafísicas e extracorpóreas ao redor do praticante, assim como o desenvolvimento da clarividência, visão remota e tudo quanto pudesse dar, ao praticante, a condição de invencibilidade.
Considerando-se suas diversas variações, é o estilo de Tai Chi mais popular e amplamente praticado no mundo atual. É o segundo em antiguidade entre os cinco estilos familiares tradicionais.

## A família Yang
Primeira geração
O criador deste estilo foi Yang Luchan (楊露禪) (1799-1872), que estudou o Tai Chi Chuan estilo Chen com Ch'en Chang-hsing a partir de 1820. Antes de seu aprendizado, este estilo era uma prática ensinada apenas para membros da própria família Chen.
Em 1850, foi contratado pela família Imperial para ensinar Tai Chi Chuan aos membros da Corte e a diversas unidades de elite da Guarda Imperial na Cidade Proibida em Pequim (Beijing). 
É reconhecido como um grande propagador do Tai Chi Chuan, que trouxe de uma pequena vila para uma das maiores cidades da China.
Entre seus alunos, se encontram Wu Yu-hsiang e seus irmãos, que deram origem ao Tai Chi Chuan estilo Wu/Hao, e Wu Ch'uan-yü, que originou o Tai Chi Chuan estilo Wu.
Segunda geração

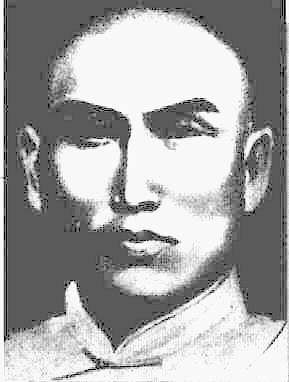
Yang Banhou

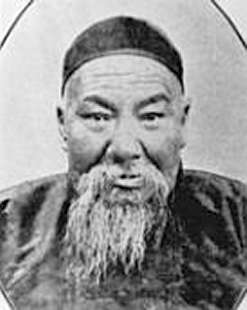
Yang Jianhou

Assim como o pai, Yang Jianhou (Yang Chien-hou) 楊健候 (1839–1917) e
Yang Banhou (Yang Pan-hou) 楊班侯 (1837-1890) também foram contratados como instrutores de artes marciais pela família Imperial.
Terceira geração

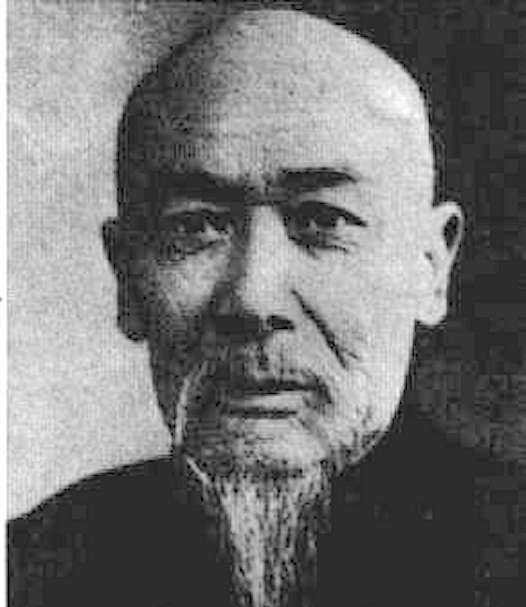
Yang Shaohou

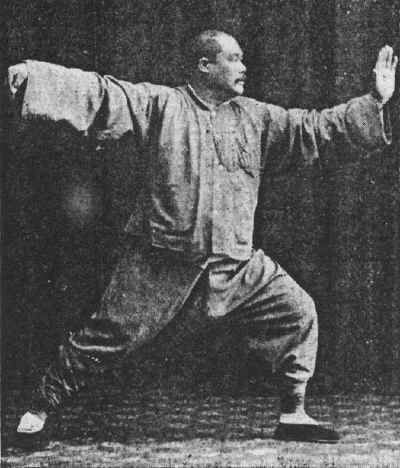
Yang Chengfu

Os filhos de Yang Jianhou, Yang Shaohou 楊少侯 (1862-1930) e Yang Chengfu 楊澄甫 (1883-1936), tornaram-se professores de Tai Chi famosos em toda a China.
Estiveram entre os primeiros professores a oferecer instrução em Tai Chi Chuan aberta ao público em geral em Pequim (北京 - Beijing), de 1914 até 1928.
Yang Chengfu sistematizou o estilo da família e percorreu a China de norte a sul, divulgando amplamente a prática também como uma terapia para manter a saúde. Mudou-se para Shanghai em 1928.
Quarta geração
Os filhos de Yang Chengfu continuaram a ensinar a forma de Tai Chi Chuan divulgada por seu pai.
Yang Zhenji (1921-2007), começou a dar aulas na década de 1940, inicialmente em Guangzhou (Cantão) e em Beijing (Pequim), Tianjin, Guangxi e Handan. Era membro do "Comitê da Associação de Artes Marciais de Hebei" e Presidente da "Associação de Artes Marciais de Handan".
Yang Shouchung 楊守中 (1910-1985), foi para Hong Kong em 1949, onde ensinou muitos alunos de forma privada. Suas filhas, Tai Yee, Ma Lee e Yee Li, continuam a ensinar em Hong Kong.
Com seu discípulo Chu King Hung (1945), fundou, em 1971, na Inglaterra, a International Tai Chi Chuan Association (ITCCA).
Yang Zhenduo 楊振鐸 (nascido em 1926), vive desde 1960 em Taiyuan, na Província de Shanxi. É o atual líder da Família e considerado o mais destacado instrutor de Tai Chi Chuan estilo Yang vivo. Em 1995, foi considerado pela "Academia Chinesa de Artes Marciais" como um dos 100 maiores Mestres da China. Em 1998, fundou a "Associação Internacional de Tai Chi Chuan estilo Yang".
Esteve diversas vezes no Brasil, realizando seminários e criando centros filiados à sua Associação Internacional.
Yang Zhenguo (nascido em 1928), o irmão mais novo, vive na cidade de Handan, na província de Hebei, onde ensina o estilo da família.
Sexta geração
Yang Jun (nascido em 1968), neto e discípulo de Yang Zhenduo, com quem treina desde os 5 anos de idade, representa o futuro da Família Yang de Tai Chi Chuan.
Formado em Educação Física pela Universidade de Shanxi em 1989, é o primeiro membro da família a viver fora da China, morando nos Estados Unidos desde 1999, onde preside a "International Yang Style Tai Chi Chuan Association".

## Ramificações
Discípulos e alunos formados por estes mestres ao longo de quatro gerações são responsáveis pela diversificação do estilo e mesmo pelo surgimento de novos estilos.

## Árvore Genealógica da Linhagem Yang
Chen Wangting
```
1600-1680 9ª geração Chen

ESTILO CHEN

   |
   |                                                                      

Chen Changxing
                                                     
1771-1853 14ª geração Chen                                      
Antiga sequência Chen                                                   
   |                                                                   

Yang Luchan
                                                   
1799-1872                                                       

ESTILO YANG
                                                        
   |                                                                        
   +---------------------------------+   
   |                                 |                                          

Yang Banhou
                       
Yang Jianhou
                     
1837-1892                         1839-1917                      
pequena sequência Yang                      |                             
   |                                 +-----------------+                          
   |                                 |                 |                          

Wu Chuan-yü
                      
Yang Shaohou
      
Yang Chengfu
               
1834-1902                         1862-1930         1883-1936                   
   |                              pequena sequência Yang  
grande sequência Yang
                                 

Wu Chien-chuan
                                         |                                  
                             +-------------------------+---------------+                      
1870-1942                    |                         |               |           

pequena sequência Wu
         Fu Zhongwen              
Yang Shouchung
     
Ch'en Wei-ming
           

sequência Wu de 108 movimentos
                 |                   1910-1985                                           

Wu Kung-i
                    |           +-------------+------------+
1900-1970                    |           |             |            |
   |                   Shen Haimin   Ip Tai Tak   Chu Gin Soon   Chu King Hung                                   

Wu Ta-kuei
                            1929-2004                      *1945             
1923-1970
```

FORMAS MODERNAS
```
                                de   Yang Jianhou               de   Yang Shaohou             
de   Yang Chengfu                Tian Shao-lin                   Hsiung Yang-ho 
                                        |                              /  \
                                   Shi Tiao-mei         Tchoung Ta-tchen  Liang Tsung Tsai    
        |                                |                                                                                                            |                                     
        |                         Tchoung Ta-tchen
        |                                                                                                          

Cheng Manching
        
  1901-1975               
  (37) Forma Curta
```